# آيت هادي
آيت هادي هي قرية أمازيغية جبلية مغربية وسط المملكة. تنتمي آيت هادي يوسف لإقليم شيشاوة. تضم هذه القرية 6.333 نسمة (إحصاء 2004).

## التعريف
تتواجد جماعة أيت هادي بإقليم شيشاوة حيث أحدثت بموجب التقسيم الإداري لسنة 1992،مساحتها 60 كلم مربع، يحدها شمالا جماعة سيدي بوزيد، جنوبا وغربا جماعة السعيدات وشرقا جماعة سيدي امحمد الدليل، ويبلغ سكانها حوالي 6300 نسمة حسب احصائيات 2004،وتعتبر الفلاحة النشاط الرئيسي لساكنتها وخاصة تربية المواشي، كما ينظم سنويا موسما للتعريف بالمؤهلات السياحية محليا ووطنيا، كما تتوفر الجماعة على مناطق سياحية منها عين اباينو وراس العين.